# Klein-Damerow
Klein-Damerow ist ein Ortsteil der Hansestadt Havelberg im Landkreis Stendal in Sachsen-Anhalt.

## Geographie
Der Ort liegt neun Kilometer östlich von Havelberg. Die Nachbarorte sind Kümmernitz im Norden, Waldfrieden, Voigtsbrügge und Joachimshof im Nordosten, Damerow im Südosten, Wendisch Kirchhof im Süden, Vehlgast und Fischerberg im Südwesten, Wöplitz im Westen sowie Theerofen im Nordwesten.